# Brandonnet
 Brandonnet  là một xã ở tỉnh Aveyron, thuộc vùng Occitanie ở miền nam nước Pháp.